# Млиновище-1 (комплекс археологических памятников)
Млиновище-1 или Производственный центр — комплекс археологических памятников в городе Чернигове. Комплекс состоит из 3 памятников местного значения. 
Кроме комплекса памятников «Млиновище-1», Производственный центр Чернигова включает еще один комплекс объектов археологического наследия «Млиновище-2» (три объекта) — севернее озера Млиновище, в районе Успенской и Лесковицкой улиц — и памятник археологии местного значения «Производственный плинфовыжигательный комплекс «Болдины Горы»» — на усадьбе дома № 23 Ильинской улицы.

## История
Решением исполнительного комитета Черниговского областного совета народных депутатов от 19.02.1985 № 75 присвоен статус памятника археологии местного значения под названием Производственный центр с охранным № 2900-Чр, который включает три объекта: производственный плинфовыжигательный комплекс «Млиновище» с охранным № 2900/1-Чр, поселение «Пролетарский Гай-1» с охранным № 2900/2-Чр, грунтовый могильник с охранным № 2900/3-Чр.
Приказом Департамента культуры и туризма, национальностей и религий Черниговской областной государственной администрации от 07.06.2019 № 223 для памятника используется название Комплекс археологических памятников «Млиновище-1» с охранным № 2900-Чр, который включает три объекта: производственный плинфовыжигательный комплекс «Млиновище» с охранным № 2900/1-Чр, поселение «Пролетарский Гай-1» с охранным № 2900/2-Чр, грунтовый могильник с охранным № 2900/3-Чр.

## Описание
«Комплекс археологических памятников Млиновище-1» расположен на краю большого дюнного возвышения на правобережной пойме реки Десна на юго-восточном берегу озера Млиновище на территории садово-дачных участков (садовое товарищество Звезда) в урочище Святое. По данным Филарета (Гумилевского), наиболее высокая часть урочища, где были возведены печи называлась Церковище и тут были сооружены печи.  
Включает 3 объекта археологического наследия: производственный плинфовыжигательный комплекс «Млиновище», поселение «Пролетарский Гай-1», грунтовый могильник. 

### Производственный плинфовыжигательный комплекс «Млиновище»
Комплекс, датируемый концом 12 века, был открыт в 1984 году Г. О. Кузнецовым. Исследовался в 1984 году А. В. Шекуном. Зафиксирован в границах дачной усадьбы  на холме высотой до 5 м над уровнем воды озера, размерами 17х23 м исследованы остатки 5 плинфовыжигательных печей, сложенных из плинфы на глиняном растворе. По форме и размерам они близки к печам, открытых в Киеве и Суздали. Две печи прямоугольные в плане (1,3–4,6 х 4,6–4,8 м; 3,6 х 4,1 м), двухъярусные, расположены на расстоянии 2 м одна от другой. Они сохранились высотой 1-1,2 м, углублённые в материк на 0,7 м; хайло (топочное устье) выходило на северо-восток; нижний ярус состоял из двух отопительных камер, верхний не сохранился; горизонтальные перекрытия между ярусами зафиксированы в развале. Три другие печи почти полностью разрушены в процессе эксплуатации. В заполнении печей и вокруг них обнаружена ошлакованная плинфа, отдельные блоки плинфы, слипшиеся от высокой температуры, а также раннеславянскую лепную (1 тыс.) и древнерусскую гончарную (11-12 века) керамику. 

### Поселение «Пролетарский Гай-1»
Поселение расположено на южном берегу озера Млиновище на территории садово-дачных участков (садовое товарищество Звезда), где восточная часть поселения расположена в урочище Церковище. На его территории расположен грунтовый могильник (см. ниже). Высота над уровнем воды озера до 5 м. Определение границ территории памятника невозможно из-за плотной дачной застройки. Прослежено на площади около 12,5 га по топографическим признакам и распространением керамики. По материалам (фрагменты лепной и гончарной керамики, керамический светильник, шиферное пряслице) поселение датируется раннеславянским периодом (1 тыс.) и периодом Киевской Руси (11-12 века). Ныне занято садово-дачной застройкой.

### Грунтовый могильник
Грунтовый могильник, датируемый 13 веком, расположен на верхушке искусственного холма, образованного остатками плинфовыжигательных печей, на территории поселения «Пролетарский Гай-1» (см. выше) — на южном берегу озера Млиновище на территории садово-дачных участков (садовое товарищество Звезда). Обнаружен и исследован в 1984 году А. В. Шекуном во время раскопок плинфовыжигательных печей. Было открыто 5 безинвентарных захоронений, осуществлённых по христианскому обычаю (тело положено на спине, в вытянутом положении, головой на юго-запад), расположенных в один ряд. Некоторые из них прорезали заполнения разрушенных плинфовыжигательных печей. Возможно, является семейным кладбищем.  